# Piranshahr
Piranshahr ou Piransar (árabe:پیرانشهر) é uma cidade do Irão.

## História
Piranshahr é uma das cidades mais antigas do Irã e suas fundações datam da era pré-islâmica do Irã e do surgimento do reino dos Media.